# Soy el mejor
Soy el Mejor (también conocido por sus siglas SEM) es un programa de televisión ecuatoriano de formato de talentos y telerrealidad, en el que los concursantes tienen la oportunidad de mostrar sus habilidades en canto y baile. Producido y transmitido por TC Televisión.
En sus primeras cuatro ediciones, "Soy el Mejor" presentó a los participantes divididos en cuadrillas: Fuego, Kilates, Neones y Black & White, ofreciendo una competencia dinámica donde los concursantes no solo mostraban su talento, sino que también representaban a sus equipos con orgullo. Esta dinámica de canto y baile cautivó a la audiencia y consolidó al programa como un referente de entretenimiento en Ecuador.
Tras su salida del aire en 2015, entre 2018 y 2020 el programa regresó como un segmento dentro del programa de variedades De casa en casa, con ediciones en las categorías infantil y famosos. Gracias a la excelente acogida por parte de la audiencia, el programa retomó su formato en 2021, esta vez sin equipos y centrado exclusivamente en la participación de famosos, y en un horario familiar.

## Formato
A lo largo de sus ocho temporadas, el programa ha mantenido un formato emocionante y lleno de talento. Esta competencia de baile pone a prueba a diversos artistas ecuatorianos y extranjeros donde deberán demostrar sus mejores pasos en distintos ritmos y temáticas. Aquí está un resumen del formato general:
1. Selección de concursantes: En cada temporada, se realiza una audición para seleccionar a los concursantes. Los aspirantes demuestran sus habilidades de baile frente a los jueces y compiten por un lugar en el programa.
2. Competencias semanales: Cada semana, los concursantes se enfrentan en diferentes estilos de baile. Pueden ser ritmos como salsa, tango, hip-hop, contemporáneo, entre otros. Los participantes ensayan y presentan sus coreografías en vivo.
3. Evaluación de los jueces: Un panel de cuatro expertos en danza y arte evalúa las actuaciones. Los jueces califican la técnica, la creatividad, la expresión y la conexión con la música. También brindan comentarios constructivos.
4. Votación del público: El público tiene un papel importante. Puede votar por sus concursantes favoritos a través del sitio web del medio televisivo. La combinación de las puntuaciones de los jueces y los votos del público determina quiénes avanzan y quiénes están en riesgo de eliminación.
5. Gala de eliminación: Al final de cada semana, se lleva a cabo una gala de eliminación. Los concursantes con las calificaciones más bajas pueden estar en peligro de salir del programa. El público vota nuevamente para salvar a sus favoritos.
6. Gran final: La temporada culmina con una gran final. Los finalistas compiten por el título de "Soy el mejor" y un premio en efectivo.

## Conducción del programa
Presentador/a
     Presentador/a invitado
     Presentador/a retirado
| Presentador/a         | Ref.  | Temporadas | Temporadas | Temporadas | Temporadas | Temporadas | Temporadas | Temporadas | Temporadas | Temporadas |
| Presentador/a         | Ref.  | 1          | 2          | 3          | 4          | 5          | 6          | 7          | 8          | 9          |
| --------------------- | ----- | ---------- | ---------- | ---------- | ---------- | ---------- | ---------- | ---------- | ---------- | ---------- |
| Carlos José Matamoros | [ 3 ] | [ a ]      |            |            |            |            |            |            |            |            |
| Danni Úbeda           |       |            | [ b ]      |            |            |            |            |            |            |            |
| Gabriela Pazmiño      | [ 4 ] |            |            |            | [ c ]      |            |            |            |            |            |
| Ronald Farina         | [ 5 ] |            |            |            |            |            |            | [ d ]      |            |            |
| Carolina Jaume        | [ 6 ] |            |            |            |            |            | [ e ]      |            |            |            |
| Denisse Angulo        | [ 7 ] |            |            |            |            |            |            |            |            |            |
| Jorge Heredia         | [ 8 ] |            |            |            |            |            |            |            |            |            |
| Michela Pincay        |       |            |            |            |            |            |            |            |            |            |
| Eduardo Andrade       | [ 9 ] |            |            |            |            |            |            |            |            |            |

1. ↑  Renunció al programa y fue reemplazado por Danni Úbeda por el resto de la temporada.
2. ↑  Renunció al programa por el resto de la temporada.
3. ↑  Fue despedida del programa y fue reemplazada por Ronald Farina por el resto de la temporada.
4. ↑  Renunció al programa y fue reemplazado por Jorge Heredia por el resto de la temporada.
5. ↑  Renunció al programa por el resto de la temporada.

## Jurado calificador
Jurado titular
     Jurado invitado
     Jurado VAR
     Jurado retirado
| Jurado                | Ref.   | Temporadas | Temporadas | Temporadas | Temporadas | Temporadas | Temporadas | Temporadas | Temporadas | Temporadas |
| Jurado                | Ref.   | 1          | 2          | 3          | 4          | 5          | 6          | 7          | 8          | 9          |
| --------------------- | ------ | ---------- | ---------- | ---------- | ---------- | ---------- | ---------- | ---------- | ---------- | ---------- |
| José Urrutia          |        |            |            |            |            |            |            |            |            |            |
| Danni Úbeda           | [ 10 ] |            |            |            |            |            |            |            |            |            |
| Manuel Larrad         | [ 11 ] |            |            |            |            |            |            |            |            |            |
| Vito Muñoz            | [ 12 ] |            |            |            |            |            |            |            |            |            |
| Sofía Caiche          | [ 12 ] |            |            |            |            |            |            |            |            |            |
| Mariela Viteri        | [ 13 ] |            |            |            |            |            |            |            |            |            |
| Martín Galarza (AU-D) |        |            |            |            |            |            |            |            |            |            |
| Luis Tipán ✟          |        |            |            |            |            |            |            |            |            |            |
| Yulia Mamonova        | [ 14 ] |            |            |            |            |            |            |            |            |            |
| Drako                 |        |            |            |            |            |            |            |            |            |            |
| Yessenea Mendoza      | [ 15 ] |            |            |            |            |            |            |            |            |            |
| Noelia Pompa          | [ 16 ] |            |            |            |            |            |            |            |            |            |
| Richard Barker        |        |            |            |            |            |            |            |            |            |            |
| Juancho López         |        |            |            |            |            |            |            |            |            |            |
| Néstor Balbuena       |        |            |            |            |            |            |            |            |            |            |
| Francisco Pinoargotti | [ 17 ] |            |            |            |            |            |            |            |            |            |
| Carla Sala            | [ 18 ] |            |            |            |            |            |            |            |            |            |
| Yadira Ramón          | [ 19 ] |            |            |            |            |            |            |            |            |            |
| María Fernanda Ríos   | [ 20 ] |            |            |            |            |            |            |            |            |            |
| Paola Farías          | [ 21 ] |            |            |            |            |            |            |            | [ a ]      |            |
| Samantha Grey         | [ 22 ] |            |            |            |            |            |            |            |            |            |
| Carlos Menéndez       | [ 23 ] |            |            |            |            |            |            | [ b ]      |            |            |
| Katty Egas            | [ 24 ] |            |            |            |            |            |            |            |            |            |
| Carolina Jaume        | [ 25 ] |            |            |            |            |            |            |            |            |            |
| María Fernanda García | [ 26 ] |            |            |            |            |            |            |            |            |            |
| Pamela Cortés         |        |            |            |            |            |            |            |            |            |            |

1. ↑  Renunció al programa por motivos personales.
2. ↑  Renunció al programa y fue reemplazado por Paola Farías por el resto de la temporada.

## Temporadas
| Edición | Emisión original         | Emisión original         | Emisión original | Concursantes | Finalistas        | Finalistas       | Finalistas            | Finalistas       |
| Edición | Primera emisión          | Última emisión           | Cadena           | Concursantes | Primer lugar      | Segundo lugar    | Tercer lugar          | Cuarto lugar     |
| ------- | ------------------------ | ------------------------ | ---------------- | ------------ | ----------------- | ---------------- | --------------------- | ---------------- |
| 1       | 21 de enero de 2014      | 13 de junio de 2014      | TC Televisión    | 19           | Juan Carlos Palma | Annien Méndez    | Arturo Vizcarra       |                  |
| 2       | 30 de junio de 2014      | 31 de octubre de 2014    | TC Televisión    | 18           | Arturo Vizcarra   | Ketzia Espinoza  | Samantha Grey         |                  |
| 3       | 6 de abril de 2015       | 11 de septiembre de 2015 | TC Televisión    | 21           | Arturo Vizcarra   | Samantha Grey    | Jasú Montero          |                  |
| 4       | 14 de septiembre de 2015 | 20 de noviembre de 2015  | TC Televisión    | 26           | Samantha Grey     | Jose Quijada     | Jeico Smith           |                  |
| 5       | 23 de febrero de 2021    | 21 de diciembre de 2021  | TC Televisión    | 22           | Denisse Angulo    | Joselyn Encalada | Isabel Mestanza       | Kimberly Cedeño  |
| 6       | 3 de enero de 2022       | 10 de enero de 2023      | TC Televisión    | 26           | Kimberly Cedeño   | Ángela Orellana  | Juan del Valle        | Joselyn Encalada |
| 7       | 11 de enero de 2023      | 5 de febrero de 2024     | TC Televisión    | 28           | Juan del Valle    | Renier Izquierdo | Luis Ernesto Mansilla | Adriana Bowen    |
| 8       | 6 de febrero de 2024     | 3 de febrero de 2025     | TC Televisión    | 24           | Antonella Moscoso | Carolina Bravo   | Suriel Lira           | Cezar Augusto    |
| 9       | 4 de febrero de 2025     | —                        | TC Televisión    | —            | —                 | —                | —                     | —                |

### Primera temporada (2014)
La primera temporada se estrenó el 21 de enero de 2014 y finalizó el 13 de junio de ese mismo año, fue conducido en todos sus formatos por Gabriela Pazmiño junto a Danni Úbeda, previamente también por Carlos José Matamoros.
| 1.o                                                    |               | Juan Carlos Palma Ingeniero comercial / Bailarín     | 30 años | 1.er lugar      | Gran final       |
| 2.a                                                    |               | Annien Méndez Cantante                               | 23 años | 2.do lugar      | Gran final       |
| 3.o                                                    |               | Arturo Vizcarra Bailarín                             | 28 años | 3.er lugar      | Gran final       |
| 4.o                                                    |               | Pablo Northía Cantante                               | 20 años | 15.o eliminado  | Semifinal        |
| 5.a                                                    |               | Melissa Avilés Modelo / Bailarina                    | 23 años | 14.a eliminada  | Cuartos de final |
| 6.o                                                    |               | Bratt Murgueitio Cantante / Bailarín                 | 29 años | 13.er eliminado | Cuartos de final |
| 7.o                                                    |               | Mario Fernando Pérez Bailarín / Actor / Modelo       | 23 años | 12.o eliminado  | Cuartos de final |
| 8.a                                                    |               | Nathaly Zuazo Peruana. Bailarina                     | 29 años | 11.a eliminada  | Cuartos de final |
| 9.a                                                    |               | Claudia Andrade Bailarina                            | 25 años | 10.a eliminada  |                  |
| 10.o                                                   |               | Ángel Guerra Cubano. Actor / Bailarín / Modelo       | 26 años | 9.o eliminado   |                  |
| 10.o                                                   | 5.o eliminado | Ángel Guerra Cubano. Actor / Bailarín / Modelo       | 26 años |                 |                  |
| 11.o                                                   |               | Toño Navarrete Cantante                              | 22 años | 8.o eliminado   |                  |
| 12.a                                                   |               | Diana Cevallos Bailarina                             | 25 años | 7.a eliminada   |                  |
| 13.o                                                   |               | Nicolás Carrión Actor / Cantante                     | 30 años | 6.o eliminado   |                  |
| 14.a                                                   |               | Nicol Córdova Cantante / Actriz                      | 19 años | 4.a eliminada   |                  |
| 15.o                                                   |               | Christian Garcés Cantante                            | 24 años | 2.o abandono    |                  |
| 16.o                                                   |               | Jaime Velásquez Cantante                             | 25 años | 3.er eliminado  |                  |
| 17.o                                                   |               | Junior Monteiro Brasileño. Bailarín / Modelo / Actor | 32 años | 1.er abandono   |                  |
| 18.o                                                   |               | Emiliano Yaneselli Argentino. Modelo y bailarín      | 24 años | 2.o eliminado   |                  |
| 19.a                                                   |               | Cristina Fiallos Cantante                            | 22 años | 1.a eliminada   |                  |
| División de equipos                                    |               |                                                      |         |                 |                  |
| Team Fuego Team Kilates Team Neones Team Black & White |               |                                                      |         |                 |                  |

1. ↑  Mejor conocido por su apodo «JC Palma».
2. ↑  Mejor conocido por su apodo «Rayo».
3. ↑  Mejor conocido por su apodo «Suculento».

### Segunda temporada (2014)
La segunda temporada se estrenó el 30 de junio de 2014 y finalizó el 31 de octubre de ese mismo año, fue conducido nuevamente por Gabriela Pazmiño y Danni Úbeda.
| 1.o                                                    |  | Arturo Vizcarra Bailarín                         | 29 años | 1.er lugar       | Gran final       |
| 2.a                                                    |  | Ketzia Espinoza Cantante / Actriz                | 23 años | 2.do lugar       | Gran final       |
| 3.a                                                    |  | Samantha Grey Bailarina                          | 19 años | 3.er lugar       | Gran final       |
| 4.a                                                    |  | Viviana Muñóz Bailarina / Cantante               | 26 años | 10.os eliminados | Semifinal        |
| 5.a                                                    |  | Isabel Mestanza Bailarina                        | 26 años | 10.os eliminados | Semifinal        |
| 6.a                                                    |  | Alejandra Mercado Bailarina / Cantante           | 24 años | 9.a eliminada    | Cuartos de final |
| 7.a                                                    |  | Claudia Andrade Bailarina                        | 29 años | 8.a eliminada    | Cuartos de final |
| 8.o                                                    |  | Juan Carlos Palma Ingeniero comercial / Bailarín | 31 años | 4.o abandono     | Cuartos de final |
| 9.o                                                    |  | Edison Quiñónez Cantante                         | 25 años | 7.o eliminado    |                  |
| 10.o                                                   |  | Kelvin Vidal Bailarín                            | 22 años | 6.o eliminado    |                  |
| 11.a                                                   |  | Yurak Pacha Cantante                             | 24 años | 5.a eliminada    |                  |
| 12.o                                                   |  | Ángel Guerra Cubano. Actor / Bailarín / Modelo   | 26 años | 4.o eliminado    |                  |
| 13.o                                                   |  | Duval Salazar Coreógrafo                         | 25 años | 3.er eliminado   |                  |
| 14.a                                                   |  | Nathaly Zuazo Peruana. Bailarina                 | 29 años | 3.er abandono    |                  |
| 15.o                                                   |  | Ángelo Cano Peruano. Bailarín                    | 28 años | 2.o abandono     |                  |
| 16.a                                                   |  | Vanessa Morán Bailarina / Cantante               | 23 años | 2.a eliminada    |                  |
| 17.o                                                   |  | Pablo Northía Cantante                           | 20 años | 1.er abandono    |                  |
| 18.o                                                   |  | René Álvarez Actor                               | 25 años | 1.er eliminado   |                  |
| División de equipos                                    |  |                                                  |         |                  |                  |
| Team Fuego Team Kilates Team Neones Team Black & White |  |                                                  |         |                  |                  |

1. ↑  Mejor conocido por su apodo «Rayo».
2. ↑  Mejor conocido por su apodo «JC Palma».
3. ↑  Mejor conocido por su apodo «Suculento».

### Tercera temporada (2015)
La tercera temporada, también conocida como la temporada VIP, se estrenó el 6 de abril de 2015 y finalizó el 11 de septiembre de ese mismo año, fue conducida por Gabriela Pazmiño.
| 1.o                     |                | Arturo Vizcarra Bailarín                        | 29 años | 1.er lugar     | Gran final       |
| 2.a                     |                | Samantha Grey Bailarina                         | 20 años | 2.do lugar     | Gran final       |
| 3.a                     |                | Jasú Montero Actriz / Cantante / TV Host        | 33 años | 3.er lugar     | Gran final       |
| 4.a                     |                | Isis Zurita Deportista / Modelo                 | 25 años | 17.a eliminada | Semifinal        |
| 5.a                     |                | Dina Muñoz Cheerleader                          | 24 años | 16.a eliminada | Cuartos de final |
| 6.a                     |                | Fanny Garcés Comunicadora social / Modelo       | 24 años | 15.a eliminada | Cuartos de final |
| 6.a                     | 8.a eliminada  | Fanny Garcés Comunicadora social / Modelo       | 24 años |                | Cuartos de final |
| 7.o                     |                | Lázaro Rumbaut Cubano. Cantante                 | 23 años | 14.o eliminado | Cuartos de final |
| 8.a                     |                | Alejandra Sánchez Modelo / Actriz               | 21 años | 13.a eliminada | Cuartos de final |
| 9.o                     |                | Andrés Gómez Venezolano. Actor / Cantante       | 31 años | 12.o eliminado |                  |
| 10.a                    |                | Jacqueline Gaete Chilena. TV Host               | 29 años | 11.a eliminada |                  |
| 11.o                    |                | Washington Quimís Camarógrafo                   |         | 10.o eliminado |                  |
| 12.o                    |                | Emilio Pinargote Presentador de TV              | 28 años | 9.o eliminado  |                  |
| 13.a                    |                | Jazmín Cantante                                 | 48 años | 7.a eliminada  |                  |
| 14.o                    |                | Miguel Cedeño ✟ TV Host                         | 28 años | 6.o eliminado  |                  |
| 14.o                    | 1.er eliminado | Miguel Cedeño ✟ TV Host                         | 28 años |                |                  |
| 15.a                    |                | María Fernanda Vargas Modelo / Bailarina        | 23 años | 3.er abandono  |                  |
| 16.a                    |                | Oana Chelaru Rumana. Modelo / Música            | 20 años | 5.a eliminada  |                  |
| 17.a                    |                | Sofía Caiche Actriz                             | 34 años | 4.a eliminada  |                  |
| 18.o                    |                | Miguel Ángel Tovar Venezolano. Actor / Cantante | 32 años | 3.er eliminado |                  |
| 19.a                    |                | Karin Barreiro Presentadora de TV / Bailarina   | 24 años | 2.o abandono   |                  |
| 20.o                    |                | Jonathan González Argentino. Modelo / Bailarín  | 24 años | 2.o eliminado  |                  |
| 21.o                    |                | Vito Muñoz Comentarista deportivo               | 58 años | 1.er abandono  |                  |
| División de equipos     |                |                                                 |         |                |                  |
| Team Fuego Team Kilates |                |                                                 |         |                |                  |

1. ↑  Mejor conocido por su apodo «Rayo».
2. ↑  Mejor conocida por su apodo «La China».
3. ↑  Mejor conocida por su apodo «La Suka».
4. ↑  Mejor conocido por su apodo «Tito».
5. ↑  Mejor conocido por su apodo «La Tumbadora».
6. ↑  Mejor conocido por su apodo «La Cerecita del pastel».

### Cuarta temporada (2015)
La cuarta temporada se estrenó el 14 de septiembre de 2015 y finalizó el 20 de noviembre de ese mismo año, fue conducida por Gabriela Pazmiño y, a mediados de la temporada, fue reemplazada por Ronald Farina.
| 1.a                   |  | Samantha Grey Bailarina                       | 20 años | 1.er lugar     | Gran final       |
| 2.o                   |  | José Quijada Venezolano. Bailarín             | 24 años | 2.do lugar     | Gran final       |
| 3.o                   |  | Jeico Smith Bailarín urbano                   | 29 años | 3.er lugar     | Gran final       |
| 4.a                   |  | Isis Zurita Deportista / Modelo               | 25 años | 19.a eliminada | Semifinal        |
| 5.o                   |  | José Urrutia Colombiano. Actor / Bailarín     | 33 años | 18.o eliminado | Cuartos de final |
| 6.a                   |  | Tatay Valero Venezolana. Bailarina            | 28 años | 17.a eliminada | Cuartos de final |
| 7.a                   |  | Dayanara Peralta Cantante / Reina de belleza  | 19 años | 16.a eliminada | Cuartos de final |
| 8.o                   |  | Diego Vergara Bailarín                        | 28 años | 15.o eliminado | Cuartos de final |
| 9.a                   |  | Diana Nieves Bailarina                        | 27 años | 14.a eliminada |                  |
| 10.a                  |  | Fanny Garcés Comunicadora social              | 24 años | 13.a eliminada |                  |
| 11.a                  |  | Diana Aguilera Cantante                       | 35 años | 12.a eliminada |                  |
| 12.o                  |  | Edison Soza Bailarín                          | 19 años | 11.o eliminado |                  |
| 13.o                  |  | Darwin Vendedor ambulante / Bailarín          | 25 años | 10.o eliminado |                  |
| 14.o                  |  | Blasty Melchiade Cantante                     | 27 años | 9.o eliminado  |                  |
| 15.a                  |  | Alejandra Sánchez Modelo / Actriz             | 21 años | 8.a eliminada  |                  |
| 16.o                  |  | Henry Paladines TV Host                       | 29 años | 7.o eliminado  |                  |
| 17.a                  |  | Dina Muñoz Cheerleader                        | 24 años | 2.o abandono   |                  |
| 18.a                  |  | Anita Cifuentes Cantante                      | 24 años | Expulsadas     |                  |
| 19.a                  |  | Yuleysi Coca Modelo / Bailarina               | 20 años | Expulsadas     |                  |
| 20.o                  |  | Cristián Molina Bailarín                      | 26 años | 6.o eliminado  |                  |
| 21.o                  |  | Juan José Guzmán Venezolano. Bailarín / Actor | 26 años | 5.o eliminado  |                  |
| 22.o                  |  | Benit Blanco Venezolano. Actor / Bailarín     | 31 años | 4.o eliminado  |                  |
| 23.o                  |  | Ronald Farina TV Host                         | 35 años | 1.er abandono  |                  |
| 24.a                  |  | Samantha Mieles Bailarina                     | 20 años | 3.a eliminada  |                  |
| 25.o                  |  | Fraik Romero Docente universitario / Bailarín | 26 años | 2.o eliminado  |                  |
| 26.a                  |  | Anahy Rodríguez Cantante                      | 20 años | 1.a eliminada  |                  |
| División de equipos   |  |                                               |         |                |                  |
| Team VIP Team Bakanes |  |                                               |         |                |                  |

1. ↑  Mejor conocido por su apodo «Cheche».
2. ↑  Mejor conocido por su apodo «Michael Jackson».
3. ↑  Mejor conocida por su apodo «La Suka».
4. ↑  Mejor conocida por su apodo «La China».

### Quinta temporada (2021)
En 2021 se confirma el regreso del programa con una quinta temporada, la cual fue conducida por Ronald Farina y Carolina Jaume. Inició el 23 de febrero de 2021 y terminó el 21 de diciembre del mismo año.
| 1.a                                    |  | Denisse Angulo TV Host                             | 28 años | 1.er lugar     | Gran final |
| 2.a                                    |  | Joselyn Encalada Chica reality / Bailarina         | 30 años | 2.do lugar     | Gran final |
| 3.a                                    |  | Isabel Mestanza Bailarina                          | 33 años | 3.er lugar     | Gran final |
| 4.a                                    |  | Kimberly Cedeño Chica reality / Bailarina          | 27 años | 4.to lugar     | Semifinal  |
| 5.o                                    |  | Juan del Valle Chico reality / Deportista / Modelo | 30 años | 12.o eliminado |            |
| 6.o                                    |  | Julián Campos Deportista / TV Host / Actor         | 31 años | 11.o eliminado |            |
| 7.o                                    |  | José Andrés Caballero Actor                        | 28 años | 10.o eliminado |            |
| 8.o                                    |  | Jorge Heredia TV Host                              | 35 años | 6.o abandono   |            |
| 9.a                                    |  | Samantha Grey Bailarina / Actriz                   | 26 años | 9.o eliminado  |            |
| 10.o                                   |  | Carlos Scavone Actor                               | 29 años | 8.o eliminado  |            |
| 11.o                                   |  | Toño Navarrete Cantante                            | 30 años | 7.o eliminado  |            |
| 12.o                                   |  | Christian Maquilón Actor                           | 37 años | 6.o eliminado  |            |
| 13.a                                   |  | Sofía Caiche Actriz / TV Host                      | 40 años | 5.o eliminado  |            |
| 14.o                                   |  | Fernando Gómez Chico reality / Modelo              | 25 años | 5.o abandono   |            |
| 15.o                                   |  | Francisco Molestina Comentarista deportivo         | 37 años | 4.o abandono   |            |
| 16.o                                   |  | Diego Álvarez Actor / Influencer                   | 29 años | 3.er abandono  |            |
| 17.a                                   |  | Yilda Banchón Actriz / Cantante / Influencer       | 19 años | 4.o eliminado  |            |
| 18.a                                   |  | Oana Chelaru Modelo / Cantante                     | 27 años | 3.er eliminado |            |
| 19.a                                   |  | Gabriela Pazmiño Yépez TV Host / Deportista        | 37 años | 2.o abandono   |            |
| 20.a                                   |  | Cinthya Coppiano Actriz / TV Host                  | 36 años | 2.o eliminado  |            |
| 21.a                                   |  | María Fernanda Pérez Actriz                        | 28 años | 1.er eliminado |            |
| 22.a                                   |  | Fabiola Véliz Actriz / TV Host                     | 31 años | 1.er abandono  |            |
| División de género                     |  |                                                    |         |                |            |
| Participante mujer Participante hombre |  |                                                    |         |                |            |

1. ↑  Mejor conocida por su apodo «Campanita».
2. ↑  Mejor conocido por su apodo «Fercho».
3. ↑  Mejor conocido por su apodo «Don Day».

### Sexta temporada (2022)
La sexta temporada es conducida nuevamente por Ronald Farina y Carolina Jaume. A ellos se suma Denisse Angulo, ganadora de la quinta temporada. Inició el 3 de enero de 2022 y terminó el 10 de enero de 2023.
| 1.a                                    |               | Kimberly Cedeño Chica reality / Bailarina             | 28 años          | 1.er lugar      | Gran final       |
| 2.a                                    |               | Ángela Orellana Chica reality / TV Host               | 28 años          | 2.do lugar      | Gran final       |
| 3.o                                    |               | Juan del Valle Chico reality / Deportista / Modelo    | 31 años          | 3.er lugar      | Gran final       |
| 4.a                                    |               | Joselyn Encalada Chica reality / Bailarina            | 31 años          | 4.to lugar      | Gran final       |
| 5.o                                    |               | Julián Campos Deportista / TV Host / Actor            | 32 años          | 14.o eliminado  | Semifinal        |
| 6.o                                    |               | Renier Izquierdo Modelo                               | 25 años          | 13.er eliminado | Semifinal        |
| 7.a                                    |               | Andreína Bravo Artista musical                        | 25 años          | 12.a eliminada  | Cuartos de final |
| 8.a                                    |               | Cecilia Cascante Actriz                               | 40 años          | 11.a eliminada  | Cuartos de final |
| 9.o                                    |               | Carlos Scavone Actor                                  | 30 años          | 10.o eliminado  |                  |
| 10.a                                   |               | Adriana Bowen Actriz                                  | 33 años          | 9.a eliminada   |                  |
| 11.o                                   |               | El Dúo del Ecuador Estilistas                         | 24 años; 31 años | 9.no abandono   |                  |
| 12.a                                   |               | Katty Egas Cantante                                   | 40 años          | 8.vo abandono   |                  |
| 13.o                                   |               | José Andrés Caballero Actor                           | 29 años          | 8.o eliminado   |                  |
| 14.o                                   |               | Juan Carlos Román Actor                               | 42 años          | 7.o abandono    |                  |
| 15.a                                   |               | Katty García Actriz                                   | 33 años          | 7.a eliminada   |                  |
| 16.a                                   |               | Bárbara Fernándes Sabate Actriz / escritora           | 29 años          | 6.a eliminada   |                  |
| 16.a                                   | 3.a eliminada | Bárbara Fernándes Sabate Actriz / escritora           | 29 años          |                 |                  |
| 17.o                                   |               | Felipe Carrera Deportista / actor                     | 24 años          | 6.o abandono    |                  |
| 18.o                                   |               | Frank Bonilla Actor                                   | 48 años          | 5.o abandono    |                  |
| 19.o                                   |               | Fernando Gómez Chico reality / Modelo                 | 26 años          | 5.o eliminado   |                  |
| 20.a                                   |               | Bianca Fariña Actriz                                  | 27 años          | 4.a eliminada   |                  |
| 21.a                                   |               | Elizabeth Cader Modelo / Estilista / Reina de belleza | 25 años          | 4.a abandono    |                  |
| 22.o                                   |               | Nacho Cheddar Actor                                   | 23 años          | 2.o eliminado   |                  |
| 23.a                                   |               | Emma Guerrero Actriz                                  | 28 años          | 3.er abandono   |                  |
| 24.o                                   |               | Martín Guerrero Cantante                              | 37 años          | 1.er eliminado  |                  |
| 25.a                                   |               | María José Flores Comentarista deportivo              | 37 años          | 2.o abandono    |                  |
| 26.a                                   |               | Andrea Aguilera Paredes Reina de belleza / Modelo     | 20 años          | 1.er abandono   |                  |
| División de género                     |               |                                                       |                  |                 |                  |
| Participante mujer Participante hombre |               |                                                       |                  |                 |                  |

Notas
1. ↑  Mejor conocida por su apodo «Campanita».
2. ↑  Conformado por Jinson Pineda & Héctor Alvarado.
3. ↑  Mejor conocido por su apodo «Fercho».

### Séptima temporada (2023)
La séptima temporada es conducida por Ronald Farina y, a mediados de la temporada, fue reemplazado por Jorge Heredia, y Denisse Angulo, ganadora de la quinta temporada. Inició el 11 de enero de 2023 y terminó el 5 de febrero de 2024.
| 1.o                                                             |  | Juan del Valle Chico reality / Deportista / Modelo     | 32 años | 1.er lugar      | Gran final       |
| 2.o                                                             |  | Renier Izquierdo Cubano. Modelo                        | 26 años | 2.do lugar      | Gran final       |
| 3.o                                                             |  | Luis Ernesto Mansilla Peruano. Influencer / Periodista | 27 años | 3.er lugar      | Gran final       |
| 4.a                                                             |  | Adriana Bowen Actriz                                   | 34 años | 4.to lugar      | Primera final    |
| 5.a                                                             |  | Yuribeth Cornejo Bailarina / Chica reality / Modelo    | 29 años | 17.a eliminada  | Semifinal        |
| 6.o                                                             |  | Héctor Alvarado Estilista                              | 32 años | 16.o eliminado  | Cuartos de final |
| 7.o                                                             |  | Bryan Ramos Cubano. Artista musical / chico reality    | 31 años | 15.o eliminado  | Cuartos de final |
| 8.a                                                             |  | Teté Ronquillo Chica reality / Empresaria              | 30 años | 14.a eliminada  | Cuartos de final |
| 9.o                                                             |  | Víctor Vargas Seleccionado de SEM Fans                 | 25 años | 13.er eliminado |                  |
| 10.a                                                            |  | Nathalie Carvajal Chica reality                        | 33 años | 12.a eliminada  |                  |
| 11.a                                                            |  | María Fernanda Noriega Seleccionada de SEM Fans        | 23 años | 11.a eliminada  |                  |
| 12.o                                                            |  | Fernando Gómez Chico reality / Modelo                  | 27 años | 8.vo abandono   |                  |
| 13.o                                                            |  | Jinson Pineda Estilista                                | 25 años | 10.o eliminado  |                  |
| 14.o                                                            |  | Carlos Scavone Actor                                   | 31 años | 7.o abandono    |                  |
| 15.a                                                            |  | Alejandra Sánchez Modelo / TV Host / Empresaria        | 29 años | 9.a eliminada   |                  |
| 16.a                                                            |  | María José Blum Cantante / Actriz                      | 40 años | 8.a eliminada   |                  |
| 17.a                                                            |  | Scarlett Córdova Actriz                                | 27 años | 6.o abandono    |                  |
| 18.a                                                            |  | Doménica Menessini Cantautora / Actriz / Influencer    | 32 años | 7.a eliminada   |                  |
| 19.a                                                            |  | Kennia Avilés Seleccionada de SEM Fans                 | 30 años | 6.a eliminada   |                  |
| 20.o                                                            |  | Juan Carlos Román Actor                                | 43 años | 5.o abandono    |                  |
| 21.a                                                            |  | Victoria Salcedo Activista / Influencer                | 27 años | 5.a eliminada   |                  |
| 22.a                                                            |  | Ángela Orellana Chica reality / TV Host                | 29 años | 4.a eliminada   |                  |
| 23.o                                                            |  | Ariel Zöller & Axel Zöller Cantante/s / actor/es       | 29 años | 3.os eliminados |                  |
| 24.a                                                            |  | Andrea Ortiz Maestra del twerk                         | 38 años | 4.o abandono    |                  |
| 25.a                                                            |  | Antonella Moscoso Comunicadora social / Bailarina      | 25 años | 3.er abandono   |                  |
| 26.o                                                            |  | Felipe Colino Brasileño. Periodista                    | 25 años | 2.o eliminado   |                  |
| 27.a                                                            |  | Daniela Baque Actriz / Periodista                      | 43 años | 1.a eliminada   |                  |
| 28.o                                                            |  | Pablo Ruales Productor audiovisual / empresario        | 35 años | 2.o abandono    |                  |
| 29.a                                                            |  | Kimberly Cedeño Chica reality / Bailarina              | 28 años | 1.er abandono   |                  |
| División de género                                              |  |                                                        |         |                 |                  |
| Participante mujer Participante hombre Participante transgénero |  |                                                        |         |                 |                  |

| Soy el mejor: Fans | Soy el mejor: Fans     | Soy el mejor: Fans | Soy el mejor: Fans | Soy el mejor: Fans | Soy el mejor: Fans |
| Pos.               | Aspirante              | Edad               | Estado             | Instancia          |                    |
| ------------------ | ---------------------- | ------------------ | ------------------ | ------------------ | ------------------ |
| 1.o                | María Fernanda Noriega | 22 años            | 1.er lugar         | 56 días            |                    |
| 2.o                | Kennia Avilés          | 29 años            | 2.o lugar          | 57 días            |                    |
| 3.o                | Víctor Vargas          | 25 años            | 3.er lugar         | 48 días            |                    |
| 4.o                | Jaime Andrés Acosta    | 25 años            | 3.er eliminado     | 32 días            |                    |
| 5.o                | Ezequiel Méndez        | 22 años            | 2.o eliminado      | 28 días            |                    |
| 6.o                | Paola Luna             | 22 años            | 1.a eliminada      | 14 días            |                    |

1. ↑  Mejor conocido por su apodo «Lue».
2. ↑  Mejor conocido por su apodo «Fercho».
3. ↑  Mejor conocida por su apodo «La Suka».
4. ↑  Mejor conocida por su apodo «Fresa Malakian».
5. ↑  Mejor conocida por su apodo «Campanita».

### Octava temporada (2024)
La nueva edición de Soy el mejor es internacional, y reúne a "estrellas del mundo". Dio inicio el 6 de febrero de 2024. Entre los concursantes se encuentran talentos de Argentina, Holanda, Colombia, Brasil, Panamá, Venezuela, Francia, Chile, Cuba, Perú y Ecuador. La temporada es conducida nuevamente por Jorge Heredia, y Denisse Angulo.

### Novena temporada (2025)
Soy el Mejor 2025, con su lema «Guerra de Teams», se oficializó el 6 de diciembre de 2024, marcando el regreso de una de las dinámicas más esperadas del programa, pues el 30 de diciembre de 2024, durante la Velada de Año Nuevo, se anunció el retorno de los teams al espectáculo.
Los equipos que dominarán la competencia este año serán Fuego, Neones y Kilates, y estarán liderados por figuras de gran renombre en el mundo del entretenimiento. La Mofle, tomará las riendas de Kilates. Carmelita Linda, guiará a Neones. Mientras tanto, La Vecina será la cabeza de Fuego. Cada día, los equipos enviarán a sus mejores representantes, ya sea en equipo o individualmente, para lograr la mejor calificación del jurado y el apoyo del público.
Los equipos que pierdan más veces durante la semana pasarán a la temida ‘zona de peligro’, donde las nominaciones serán cara a cara, enfrentando a los teams en intensos duelos. Las verdaderas personalidades saldrán a relucir en cada enfrentamiento. Los equipos que no logren escapar de la zona de peligro se enfrentarán a la eliminación y tendrán que abandonar el programa.
A continuación se encuentra una tabla, la cual indica la lista de participantes del programa y la instancia que lograron alcanzar durante el desarrollo del programa.
| Participantes y resultados          | Participantes y resultados                               | Participantes y resultados | Participantes y resultados | Participantes y resultados | Participantes y resultados | Participantes y resultados | Participantes y resultados | Participantes y resultados |
| Pos.                                | Talento                                                  | Talento                    | Edad                       | Estado                     | Instancia                  | Zona                       | Sent                       | Notas                      |
| ----------------------------------- | -------------------------------------------------------- | -------------------------- | -------------------------- | -------------------------- | -------------------------- | -------------------------- | -------------------------- | -------------------------- |
|                                     |                                                          | Abel Díaz Modelo           | 33                         | En competencia             | Ciclo 1                    | 0                          | 0                          |                            |
|                                     | Allan Fuentes Cantante                                   | 21                         | En competencia             | 0                          | Ciclo 1                    | 0                          |                            |                            |
|                                     | Antonella Moscoso Campeona de SEM 2024                   | 27                         | En competencia             | 0                          | Ciclo 1                    | 0                          |                            |                            |
|                                     | Carolina Bravo Bailarina                                 | 25                         | En competencia             | 0                          | Ciclo 1                    | 0                          |                            |                            |
|                                     | Cezar Augusto Modelo                                     | 32                         | En competencia             | 0                          | Ciclo 1                    | 0                          |                            |                            |
|                                     | Elimar Sánchez Coreógrafa / Bailarina / Fisicoculturista | 32                         | En competencia             | 1                          | Ciclo 1                    | 0                          |                            |                            |
|                                     | Francisco Arévalo Celebridad de Internet                 | 22                         | En competencia             | 0                          | Ciclo 1                    | 0                          |                            |                            |
|                                     | Jomahira Ganchozo Locutora / Escritora                   | 34                         | En competencia             | 1                          | Ciclo 1                    | 1                          |                            |                            |
|                                     | Juliana Díaz Nutricionista                               | 33                         | En competencia             | 0                          | Ciclo 1                    | 0                          |                            |                            |
|                                     | Julissa Jiménez Deportista / Periodista                  | 34                         | En competencia             | 0                          | Ciclo 1                    | 0                          |                            |                            |
|                                     | Karen Souza «Kamela» Cantante                            |                            | En competencia             | 0                          | Ciclo 1                    | 0                          |                            |                            |
|                                     | Manuel Mazuera Cantante                                  |                            | En competencia             | 1                          | Ciclo 1                    | 0                          |                            |                            |
|                                     | Mayra Jaime Actriz / Comunicadora                        | 33                         | En competencia             | 0                          | Ciclo 1                    | 0                          |                            |                            |
|                                     | Nathalie Carvajal Chica reality                          | 35                         | En competencia             | 0                          | Ciclo 1                    | 0                          |                            |                            |
|                                     | Oscar Junko Cantante                                     | 23                         | En competencia             | 0                          | Ciclo 1                    | 0                          |                            |                            |
|                                     | Rafaella Pimentel Cantante / Influencer                  | 17                         | En competencia             | 0                          | Ciclo 1                    | 0                          |                            |                            |
|                                     | Sarah Alarcón Influencer                                 | 20                         | En competencia             | 0                          | Ciclo 1                    | 0                          |                            |                            |
|                                     | Stefano Navas Periodista deportivo                       | 31                         | En competencia             | 0                          | Ciclo 1                    | 0                          |                            |                            |
|                                     | Suriel Lira Modelo / Creador de contenido                | 29                         | En competencia             | 0                          | Ciclo 1                    | 0                          |                            |                            |
| División de equipos                 |                                                          |                            |                            |                            |                            |                            |                            |                            |
| Team Fuego Team Kilates Team Neones |                                                          |                            |                            |                            |                            |                            |                            |                            |